# Tanya Boyd
Tanya Boyd (Detroit (Michigan), 20 maart 1951) is een Amerikaans actrice.
Ze groeide op in Detroit maar verhuisde naar New York en volgde daar acteeropleiding, daarna kwam ze naar Los Angeles.
Ze begon haar carrière in de jaren 70 en had een kleine rol in de baanbrekende serie Roots, de geschiedenis van de Afrikaan Kunta Kinte die als slaaf naar Amerika gebracht werd.
In 1994 ging ze bij de cast van de soapserie Days of Our Lives, ze had een kleine tijdelijke rol, maar al snel groeide ze als Celeste Perrault uit tot een belangrijk personage. Celeste beschikt over de gave in de toekomst te kijken door visioenen die ze krijgt. In 1999 werd ze van de contract-status afgehaald en was ze enkele maanden niet te zien. Sinds eind 1999 staat ze op de zogenaamde Recurring-status, dat wil zeggen dat ze nog sporadisch aan bod komt, soms wat vaker en soms wat minder. In 2003 en 2004 was ze een sleutelpersonage in de seriemoordenaar-verhaallijn. Celeste kreeg altijd het visioen van het volgende slachtoffer.